# Tantalos

Tantalovi potomci (rozrod)

Tantalos (řecky Τάνταλος, latinsky Tantalus) je v řecké mytologii syn nejvyššího boha Dia. Jeho původ je zpochybňován, jméno matky je uváděno v různých zdrojích různé. Dokonce i o otcovství Dia není názor jednotný. Tantalos byl králem lýdského města Sipylu.
V jednom však báje jsou shodné: Tantalos se dopustil strašných zločinů, za něž musel být potrestán a nestačil pouze pozemský trest, byl odsouzen k věčným mukám.
Tantalos se oženil, ale o jméně jeho manželky také není žádná shoda. Ví se ale, že mu dala tři děti – syna Pelopa, dceru Niobé a poslední byl ošklivý Broteás.
Vše začalo tak, že Tantalos byl nejvyšším bohem Diem milován, stal se jeho přítelem a oblíbencem. Zeus ho zval na Olymp, hodovali spolu, zúčastňoval se různých jednání. Není divu, že Tantalos zpychl, začal se nejprve přirovnávat k bohům, později na ně vyvyšovat. Dokonce kradl na hostinách nektar a ambrózii a o tyto pokrmy nesmrtelných se dělil se svými přáteli smrtelníky. Také prozrazoval tajemství, která se lidé neměli dozvědět. Zeus mu dlouho promíjel, za nic z toho ho nepotrestal. Jenže Tantalos si nevzal ponaučení.
Dopustil se dalšího prohřešku – falešně přísahal, že nemá v paláci zlatého psa, kterého si u něho schoval efeský král Pandareos. (Byla to vzpomínka na Diovo rané dětství, kdy se na Krétě o něj starala a vychovávala ho koza Amaltheia, která ho živila svým mlékem a zlatý pes je oba chránil.) Jenže krádež opravdu Pandareos spáchal a protože se sám bál pomsty bohů, nechal psa v úkrytu na hradě Tantalově. Když Tantalos zapřel, že psa má, poslal Zeus boha Herma, aby se přesvědčil. Pes byl nalezen a Dia tato odhalená lež hrozně rozlítila.
Jeho posledním činem však byla hrozná věc. Pozval k sobě na hostinu několik bohů a aby otestoval jejich vševědoucnost, připravil pro ně hroznou zkoušku. Zabil svého syna Pelopa, rozsekal jeho tělo, upravil z něho vábný pokrm a ten předložil bohům. Bohové okamžitě poznali, co je jim podáváno a jídla se ani nedotkli, jenom bohyně Démétér, plnou hlavu smutku po nedávno unesené dceři Persefoně, bezmyšlenkovitě snědla kousek ramene.
Bohové se strašně rozhněvali, maso znovu dali do kotle, svařili a bůh Hermés ho na Diův příkaz oživil. Chybějící kousek ramene byl nahrazen protézou ze slonoviny. Říká se, že Pelops se z kotlíku vynořil zářivě krásný, bůh Poseidón byl z něho unešený, vzal ho sebou na Olymp a jmenoval ho svým číšníkem.
Za své zločiny byl Tantalos potrestán ztrátou království a byl vyřčen ortel: Tantalos bude svržen do temné podsvětní říše boha Háda a na věky bude trpět nejtěžší muka:
- bude trpět žízní, stát v průzračné vodě, ale když se bude chtít napít, voda ustoupí,
- bude trpět hlady a nad ním se sklánějí větve stromu s ovocem, ale když se natáhne, aby si utrhl, větvě se nazvednou do výše, takže na ně nedosáhne,
- bude mít věčný smrtelný strach z obrovského balvanu, visícího nad ním a hrozícího každým okamžikem spadnout; přesto však nespadne a jeho mukám neudělá konec.

A tato Tantalova muka trvají dodnes a jsou symbolem toho nejhoršího utrpení, které může člověka potkat.

## Odraz v umění
Známé je melodrama Jaroslava Vrchlického a Zdeňka Fibicha Tantalův smír.

## Další Tantalové
V řecké mytologii se vyskytují ještě další nositelé tohoto jména:
- Tantalos, vnuk. Byl synem Tantalova ošklivého syna Brotea,
- Tantalos, syn mykénského krále Thyesta, který byl úkladně zavražděn Thyestovým bratrem Átreem,
- Tantalos, syn thébského krále Amfíóna a jeho manželky Niobé, kterého za matčinu pýchu a zpupnost zabil bůh Apollón.